# Bandar Lampahan
Bandar Lampahan is een bestuurslaag in het regentschap Bener Meriah van de provincie Atjeh, Indonesië. Bandar Lampahan telt 537 inwoners (volkstelling 2010).